# Brno hlavní nádraží

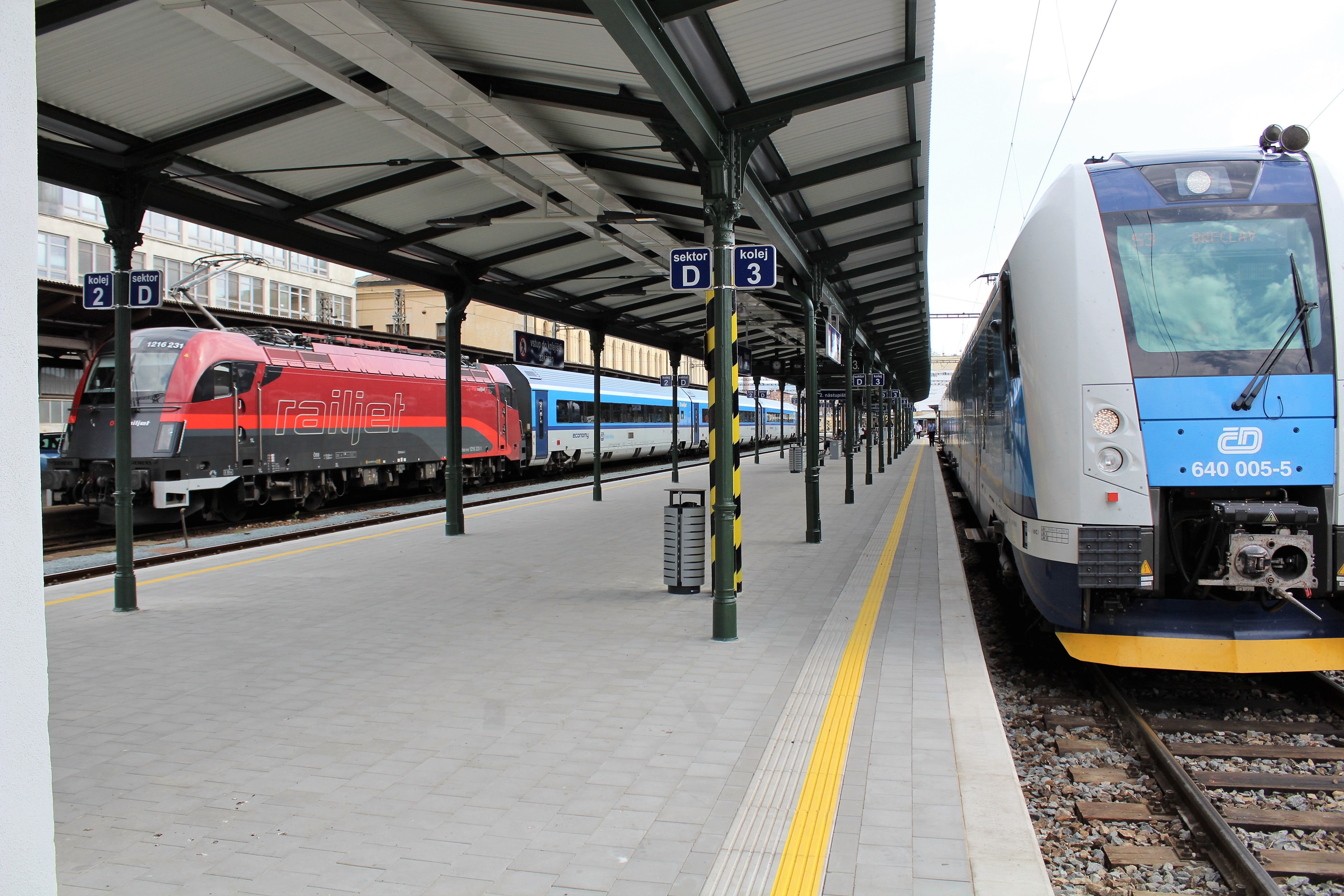
Perron

Brno hlavní nádraží (Nederlands: Brno hoofdstation, vaak afgekort tot Brno hl.n.) is het tweede grootste en oudste station in de Tsjechië en het grootste spoorwegknooppunt in Moravië. Het is een knooppunt van 6 spoorwegen, heeft 6 perrons, en wordt uitsluitend voor personenvervoer gebruikt. Per dag worden er op het station ongeveer 470 treinen afgehandeld, met een gemiddelde van 47000 passagiers per dag. Het is gelegen in het centrum van de stad en wordt bediend door 7 tramlijnen. Op enige afstand ligt er een busstation.

## Geschiedenis
Brno hoofdstation werd op 7 juli 1838 aan de lijn van Břeclav en Wenen geopend. Deze lijn heet de Noordelijke Keizer Ferdinand-spoorweg, en behoort tot de 10 oudste ter wereld. Eerst was het een kopstation, in verband met de aanleg van de lijn naar Praag werd het na 4 jaar tot een doorgangsstation omgebouwd. Daarna is het in de jaren 1892-1904 nogmaals volledig herbouwd.

## Verbindingen
Het station maakt deel uit van de volgende spoorverbindingen:
- lijn 240: Brno - Jihlava
- lijn 244: Brno - Hrušovany nad Jevišovkou
- lijn 250: (Praag -) Havlíčkův Brod - Brno - Kúty
- lijn 260: (Praag -) Česká Třebová - Brno
- lijn 300: Brno - Přerov (- Bohumín)
- lijn 340: Brno - Uherské Hradiště